# Ferri-obertiite
La ferri-obertiite (simbolo IMA: Fob) è un raro minerale molto raro del supergruppo dell'anfibolo, all'interno del quale viene collocato nel "gruppo degli anfiboli con W(O)-dominante" e da lì ai minerali appartenenti al "gruppo contenente la radice obertiite nel nome"; appartiene alla famiglia dei "silicati" e possiede composizione chimica NaNa2(Mg3Fe3+Ti)Si8O22O2.
Essendo un anfibolo, la ferri-obertiite strutturalmente appartiene agli inosilicati.

## Etimologia e storia
La genesi del nome è articolata: il termine obertiite (radice valida anche per altri minerali appartenenti allo stesso gruppo della ferri-obertiite) è in onore della professoressa Roberta Oberti dell'Università di Pavia (Pavia, Italia), per i suoi contributi alla cristallochimica degli anfiboli.
Il minerale inizialmente pubblicato come obertiite (IMA 1998-046) è stato rinominato ferri-obertiite nel 2012. Una nuova analisi del materiale olotipo nel 2014 rivelò che lo ione manganese trivalente Mn3+ è presente in quantità maggiori dello ione ferro trivalente Fe3+, pertanto questo minerale fu rinominato mangani-obertiite.
I dati forniti da Günter Blaß mostrano un'ampia gamma di rapporti Fe/Mn nei minerali con il nome di radice obertiite provenienti dall'area dell'Eifel. È quindi probabile che nei campioni analizzati siano presenti sia ferri-obertiite che mangani-obertiite.
La ferri-obertiite è stata formalmente approvata come nuovo minerale dall'Associazione Mineralogica Internazionale (IMA) nel 2015 (numero di registrazione IMA 2015-079).

## Classificazione
Essendo stata approvata dall'IMA come specie minerale a sé stante nel 2015, la ferri-obertiite non è elencata dalla classica nona edizione della sistematica dei minerali di Strunz, aggiornata dall'Associazione Mineralogica Internazionale fino al 2009.
Il minerale è presente nell'edizione successiva, proseguita dal database "mindat.org" e chiamata Classificazione Strunz-mindat, nella quale la ferri-obertiite è elencata nella classe "9. Silicati (germanati)" e da lì nella sottoclasse "9.D Inosilicati"; questa viene più finemente suddivisa in base alla struttura del minerale, in modo tale da trovare la ferri-obertiite nella sezione "9.DE Inosilicati con catene doppie di periodo 2, Si4O11; clinoanfiboli", dove forma il sistema nº 9.DE.25 insieme a numerosi (ben 64) minerali anfiboli.

## Abito cristallino
La ferri-obertiite cristallizza nel sistema monoclino nel gruppo spaziale C2/m (gruppo nº 12) con i parametri di cella a = 9,7901(7) Å, b = 17,935(1) Å, c = 5,2892(4) Å e β = 104,142(2)°, oltre ad avere 2 unità di formula per cella unitaria.

## Origine e giacitura
La ferri-obertiite si trova in vescicole all'interno di vene di silicato contenute in scorie basaltiche; la paragenesi è con i minerali del supergruppo dell'anfibolo.
La ferri-obertiite è molto rara ed è stata solo nella sua località tipo, la cava "Rothenberg" (50.40444°N 7.23222°E) presso Mendig (in Renania-Palatinato, Germania), nella cava di "Caspar" presso Ettringen (anch'essa in Renania-Palatinato) e nel meteorite "Elga", trovato nell'Ojmjakonskij ulus (nella Sacha, Russia).
Altri ritrovamenti si sono avuti in Germania, e più precisamente a Üdersdorf, Nickenich, Ochtendung e Burgbrohl, tutti in Renania-Palatinato, ma sono dubbi e ancora oggetto di indagini.

## Forma in cui si presenta in natura
La ferri-obertiite è stata trovata in cristalli aciculari o lamellari di dimensioni fino a 300 μm. Il minerale è trasparente con lucentezza vitrea; il colore è rosa-arancione.